# Diên hồ sách
Diên hồ sách, còn gọi là huyền hồ (sách) (tên khoa học: Corydalis yanhusuo) là một loài thực vật có hoa trong họ Anh túc. Loài này được (Y.H.Chou & Chun C.Hsu) W.T.Wang ex Z.Y.Su & C.Y.Wu mô tả khoa học đầu tiên năm 1985.